# Змінний струм

Координати: горизонтальна вісь — час, вертикальна — сила струму.

Змі́нний струм — електричний струм, сила та напрямок якого періодично змінюються з часом, на відміну від постійного струму, який тече лише в одному напрямку. Змінний струм є формою, в якій електроенергія постачається підприємствам і в житлові будинки, отже це вид електричної енергії, яку споживачі зазвичай використовують, коли вмикають кухонні прилади, телевізори, вентилятори, електричні лампи, тощо у розетки. Поширеним джерелом живлення постійного струму, є електричний акумулятор в ліхтарику. Скорочення AC і DC зазвичай, використовуються для позначення змінного та постійного струмів, відповідно.
Звичайним виглядом кривої змінного струму в більшості електричних кіл живлення, є синусоїда, верхній півперіод якої відповідає позитивному напрямку струму і навпаки. У деяких застосуваннях, використовуються різні форми кривих, такі як трикутні або прямокутні хвилі (наприклад у джерелах безперервного живлення). Звукові — та радіосигнали, що передаються електричними дротами, також є прикладами змінного струму. Ці види змінного струму котрі несуть дані, такі як звук (аудіо) або зображення (відео), іноді передаються шляхом модуляції сигналу — носія змінного струму. Ці струми зазвичай чергуються на більш високих частотах, ніж ті, що використовуються для передавання електроенергії.

## Фізика змінного струму
Особливістю змінного струму є те, що деякі складники електричного кола впливають не лише на амплітуду струму, а й на його фазу. Тож для розрахунків електричних кіл, замість опорів використовуються комплексні опори — імпеданси, а всі розрахунки проводяться з використанням комплексних чисел.

Здебільшого коливання струму відбуваються за гармонічним законом

Хвиля змінного струму

{\displaystyle I=I_{0}\cos(2\pi \nu t-\varphi )},
де {\displaystyle I_{0}} — амплітуда струму, {\displaystyle \nu } — частота, {\displaystyle \varphi } — фаза струму.
Змінний струм виникає в електричному колі зі змінною напругою. Коливання напруги відбуваються за подібним законом, проте, в загальному випадку із зсувом фази {\displaystyle \Delta \varphi }
{\displaystyle U=U_{0}\cos(2\pi \nu t-\varphi -\Delta \varphi )}
Індуктивність (L) — елемент кола, який враховує енергію магнітного поля. Під час зміни струму в індуктивності, виникає ЕРС самоіндукції. Щоби крізь індуктивність проходив змінний струм до її виводів треба прикласти напругу індуктивності.
Перевагою змінного струму є те, що його легше виробляти й передавати до споживача. Постійний струм можна отримати зі змінного за допомогою випрямлення.

## Потужність
Миттєве значення потужності електричного струму дорівнює
{\displaystyle S=IU\,}, повна потужність
{\displaystyle P=IU\cos \,\Delta \varphi }, активна потужність
{\displaystyle Q=IU\sin \,\Delta \varphi }, реактивна потужність
де U — напруга, а {\displaystyle \Delta \varphi } — зсув фаз між напругою та струмом.
Однак зручніше використовувати усереднене значення потужності
{\displaystyle \langle P\rangle ={\frac {1}{2}}I_{0}U_{0}},
де {\displaystyle I_{0}} — амплітудне значення сили струму, {\displaystyle U_{0}} — амплітудне значення напруги.
Змінний струм визначають також чинними значеннями сили струму й напруги
{\displaystyle I_{a}={\frac {1}{\sqrt {2}}}I_{0}}
{\displaystyle U_{a}={\frac {1}{\sqrt {2}}}U_{0}}
Чинне значення, обумовлює енергетичні властивості сигналу. Миттєве значення, визначає показові властивості сигналу. Прилади, показують чинне значення.

## Виробництво і передавання змінного струму
Електрична енергія розподіляється у вигляді змінного струму, оскільки змінну напругу може бути збільшено або

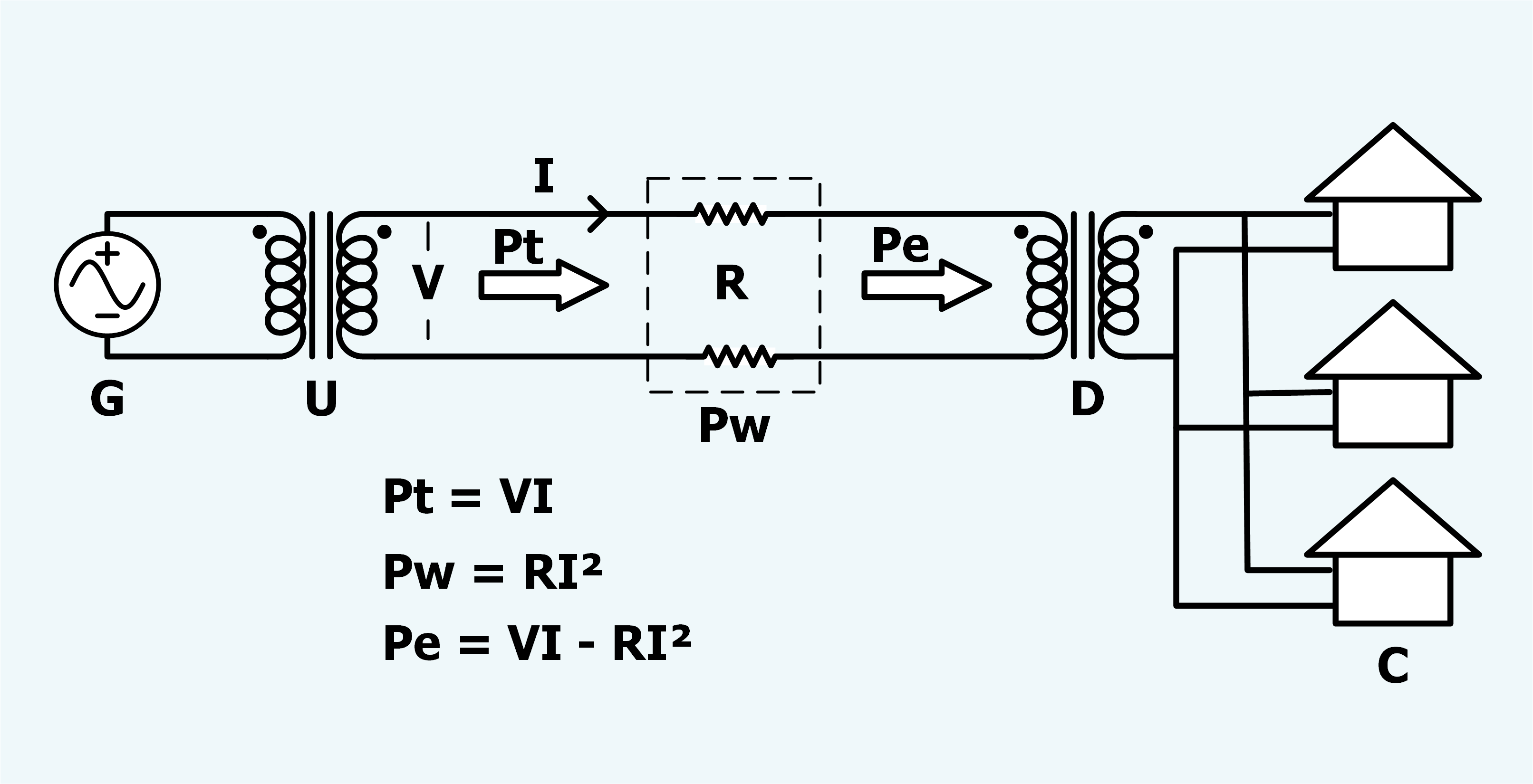
Схематичне зображення передавання електроенергії на великі відстані. C — споживачі, D — знижувальний трансформатор, G — генератор, I — струм у дротах, Pe — потужність, що доходить до кінця лінії передачі, Pt — потужність, що надходить у лінію передачі, Pw — потужність, втрачена в лінії передачі, R — загальний опір в проводах, V — напруга на початку лінії передачі, U — підвищувальний трансформатор.

зменшено за допомогою трансформатора. Це дозволяє ефективно передавати потужність лініями електропередавання за високої напруги, що знижує втрату енергії як тепла, внаслідок опору дроту і перетворювати на більш низьку, безпечнішу до використання напругу. Застосування більш високої напруги приводить до значно ефективнішого передавання енергії. Втрати потужності у дроті, є добутком квадрату струму (I) і опору (R) провідника. Це означає, що у разі передавання певної потужності по певній лінії, якщо струм зменшується вдвічі (тобто напруга подвоюється), втрати потужності внаслідок опору дроту, будуть зменшені до однієї чверті. Передана потужність дорівнює добутку струму і напруги (за відсутності різниці фаз). Отже, потужність, що передається за більш високої напруги, потребує меншого струму, для передавання тієї ж потужності при меншій напрузі. Потужність часто передається на сотнях кіловольт і знижується до 100 В — 240 В для побутового використання.
Високі напруги мають вади, такі як: потреба посиленої ізоляції, і в цілому збільшені труднощі з безпечного поводження з ними. В електростанції, енергія виробляється за зручної для будови генератора напруги (в Україні 10—20 кВ), а потім підвищується до більшої напруги для передавання. Біля споживачів, напруга передавання знижується до значень, які використовуються побутовим обладнанням. Напругу, що подається на обладнання, таке як освітлення та електродвигун, стандартизовано, з допустимим розбігом величини, за якої призначено роботу електроприладів. Стандартні напруги використання електроенергії та відсоткові відхилення, змінюються в різних електричних мережах, що є у світі. Системи електропередавання високовольтного постійного струму (HVDC) у ХХ столітті стали більш життєздатними, оскільки сучасна технологія забезпечила дієві засоби зміни напруги живлення постійного струму.

3 — фазна система — з'єднання зіркою

3 — фазна система — з'єднання трикутником

Передавання енергії з постійним струмом високої напруги, в ранню добу розвитку електротехніки, було неможливим, оскільки тоді не існувало економічно доцільного способу зниження напруги постійного струму для потреб кінцевого користувача, таких як живлення ламп розжарення.
Трифазне вироблення електроенергії у 2000-х роках — дуже поширене. Найпростішим способом її отримання, є використання трьох окремих котушок в статорі генератора, фізично зрушених на кут 120 ° (одна третина повної 360° фази) одна до одної. Отже виробляються три струмові сигнали, які однакові за величиною і зміщені на 120° за фазою, один до одного. Перевагою є те, що для вироблення однієї частоти, можуть використовуватися більш низькі швидкості обертання. Наприклад, 2-полюсна машина, яка працює за 3600 об / хв і 12-полюсна машина, що працює при 600 об / хв, виробляють ту ж частоту, а 12-полюсна машина мала -б 36 котушок (з кроком 10 °). Для великих електромашин, краща низька швидкість обертання. Якщо навантаження на трифазну систему врівноважується між фазами, то крізь нейтральну точку не протікає струм. Навіть у разі найгіршого неврівноваженого (лінійного) навантаження, струм нейтралі не буде перевищувати найбільший з фазних струмів. Для нелінійних навантажень (наприклад, широко використовуваних імпульсних джерел живлення у стані перемикання) може знадобитися груба нейтральна шина і нейтральний провідник з урахуванням гармонік. Гармоніки можуть призводити до перевищення рівнів струму в нейтральному провіднику.

### Генератор змінного струму
Генератором змінного струму — пристрій, що складається з нерухомого статора (має сталеве осердя та обвитки) і ротора (електромагніт зі сталевим осердям), який обертається всередині нього. Через два контактних кільця, до яких притиснуті ковзні контакти щітки, проводиться електричний струм. Електромагніт створює магнітне поле, котре обертається з кутовою швидкістю обертання ротора та збуджує в обмотці статора ЕРС індукції. Щоби ротор обертався і створював магнітне поле, яке викликає у статорі ЕРС індукції, йому треба надавати енергію. Ротор обертається в електростанціях за допомогою парових (ТЕС та АЕС) або гідротурбін (ГЕС).

### Трансформатор
Для того, щоби знизити напругу на виході електрогенераторів до потрібної для споживачів (220 В), та підвищити напругу, необхідну для передавання її по ЛЕП (400—500 кВ), потрібен трансформатор. Він складається з первинної та вторинної котушок і замкненого осердя. У разі подавання змінної напруги на первинну котушку, виникає змінний струм. В осерді він перетворюється на магнітний потік, який потім проходить крізь обидві котушки і викликає в них ЕРС (електрорушійну силу, яка утворюється внаслідок перетинання обмоток змінним магнітним полем).

## Розподіл змінного електричного струму
Докладніше: Розподільна мережа

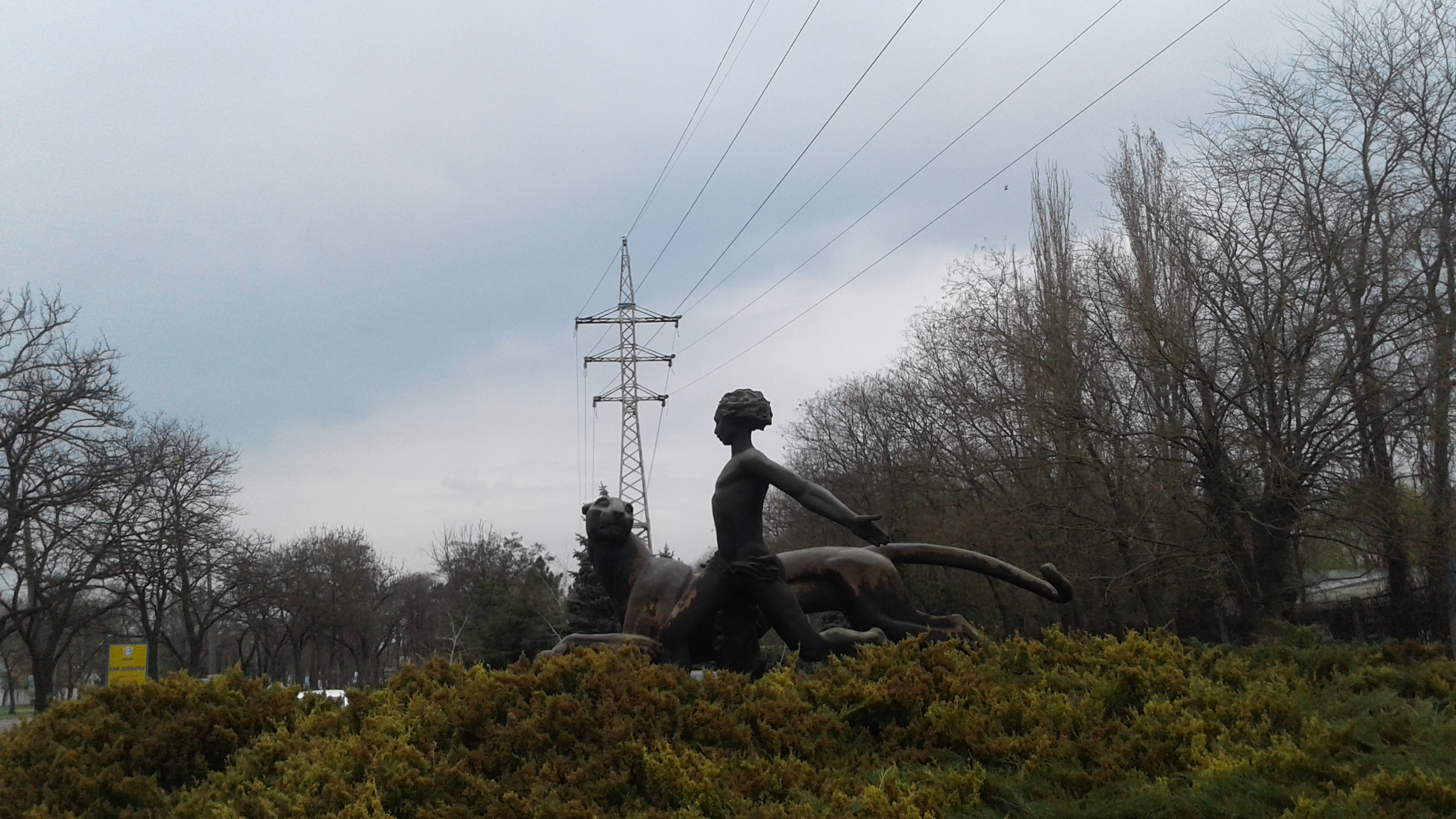
Дві високовольтні лінії електропередавання змінного струму на одній опорі, системи з ізольованою нейтраллю. Зверху проходить грозозахисний трос. Миколаїв.

У побутових електричних мережах України, як і у більшості країн світу, використовується змінний струм із частотою 50 Гц і напругою 220 В або 380 В[джерело?]. У низці країн (США, Канаді, Японії) у побуті застосовується напруга 120/240 В, 120 В, 100 В — відповідно, частотою 60 Гц.

## Випрямлення
Коли для роботи електронних пристроїв потрібен постійний струм, змінний струм мережі електропостачання може бути перетворений через процес випрямлення, котрий здійснюється за допомогою пристроїв, що називаються випрямлячами, на основі використання напівпровідникових діодів або тиристорів (раніше також електровакуумних ламп).

## Історія
Перша згадка щодо практичного застосування змінного струму зустрічається у Гійома Дюшена, винахідника та розробника електротерапії. 1855 року він оголосив, що змінний струм краще від постійного струму викликає електротерапевтичний запуск м'язових скорочень[джерело?].
Силовий трансформатор розроблений Люсьєном Голардом і Джоном Діксоном Гіббсом було представлено в Лондоні 1881 року і він привернув увагу компанії Westinghouse. Вони також виставляли свій винахід в Турині 1884 рокук, де він знайшов застосування в електричній системі освітлення. Багато з конструкцій винахідників були пристосовані для окремих систем розподілу електроенергії у Великій Британії[джерело?].
У 1882, 1884, і 1885 роках Голард і Гіббс подали документи для отримання патентів на свій трансформатор, однак патенту не отримали внаслідок попереднього використання трансформаторів Ніколою Тесла та через юридичні дії, порушені Себастьяном Зіані де Ферранті[джерело?].
Ферранті увійшов в цей бізнес 1882 року, відкривши у Лондоні цех розробки різних електричних пристроїв. Ферранті повірив в успіх змінного струму в системі електророзподілу ще на ранній стадії, і був одним з небагатьох фахівців у цій галузі досліджень Великої Британії. 1887 року, Лондонська корпорація електропостачання (Лесько) замовила у Ферранті проєктування електростанції на Дептфорді. Він проєктував будову електростанції та системи розподілу в ній. Після завершення цього проєкту 1891 року, електростанція стала першою по-справжньому сучасною електростанцією, що постачала змінний струм для високовольтної мережі, яка розподіляла електроенергію для споживачів на кожній вулиці. Ця базова система, як і раніше, використовується в наші дні по всьому світу. У багатьох будинках на Землі досі працюють електролічильники, на яких зазначено патент Ферранті AC[джерело?].
Вільям Стенлі-молодший розробив один з перших дієвих ефективних пристроїв для передавання змінного струму між ізольованими електричними колами. Використання пари котушок намотаних на загальне залізне осердя — його будова, звана індукційною котушкою, була одним з перших трансформаторів. Системи змінного струму, що використовуються сьогодні, почали швидко розвиватися після 1886 року. Вони містять ключові задуми, запропоновані Ніколою Тесла, який згодом продав власний патент Джорджу Вестінгаузу. Визначними людьми в цій галузі були Люсьєн Голар, Джон Діксон Гіббс, Карл Вільгельм Сіменс та інші. Системи змінного струму подолали обмеження систем постійного струму, що розроблялися Томасом Едісоном. Вони дозволили ефективно передавати електрику на великі відстані, хоча під час та званої війни струмів Едісон намагався зневажати ідею використання змінного струму, як занадто небезпечну[джерело?].
Одними з перших гідроелектростанцій, що працювали на змінному струмі, були Еймська ГЕС (весна 1891) і перша електростанція Адамса на Ніагарському водоспаді (25 серпня, 1895)[джерело?].
Гідроелектростанція Яруга в Хорватії була запущена в роботу 28 серпня 1895 року. Два її генератори (42 Гц, 550 кВт кожен) і трансформатори були виготовлені і встановлені угорською компанією Ганц. Лінія електропередавання від ГЕС до міста Шибеник мала довжину 11,5 км. Вона була прокладена на дерев'яних вежах і муніципальних розподільних мережах та використовувала шість трансформаторних підстанцій із перетворенням напруги 3000 В/110 В[джерело?].
Теорія електричних кіл змінного струму швидко розвивалася в другій половині ХІХ і на початку ХХ століття. Помітний внесок у теоретичну основу змінного струму зробили Чарльз Стейнмец, Джеймс Клерк Максвелл, Олівер Хевісайд та багато інших. Розрахунки незбалансованих трифазних систем були спрощені завдяки використанню методу симетричних складових, розробленого Чарльзом Фортеск'ю 1918 року[джерело?].